# دانيال دي فرناندو
دانيال دي فرناندو هو صيدلي وسياسي إسباني، ولد في 12 فبراير 1938 في غيساندو في إسبانيا، وتوفي في مارس 2019 في آبلة في إسبانيا. نشط حزبياً في People's Party (Spain, 1976) ‏ واتحاد الوسط الديمقراطي.

## مناصب
- انتخب .
- انتخب  (1987 – 1991).
- في الانتخابات العامة الإسبانية 1977 [الإنجليزية]‏، انتخب عضو مجلس النواب الإسباني  [لغات أخرى]‏ عن دائرة Ávila (Congress of Deputies constituency) [الإنجليزية]‏ خلال فترته النيابية  [لغات أخرى]‏ (4 يوليو 1977 – 2 يناير 1979).
- في 1983 Castilian-Leonese regional election [الإنجليزية]‏، انتخب Member of the Cortes of Castile and León  [لغات أخرى]‏ عن دائرة Ávila (Cortes of Castile and León constituency) [الإنجليزية]‏ (1983 – ).
- انتخب  (1979 – 1982).